# Drugi rząd Clementa Attleego

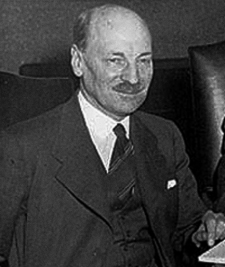
Clement Attlee, premier, pierwszy lord skarbu

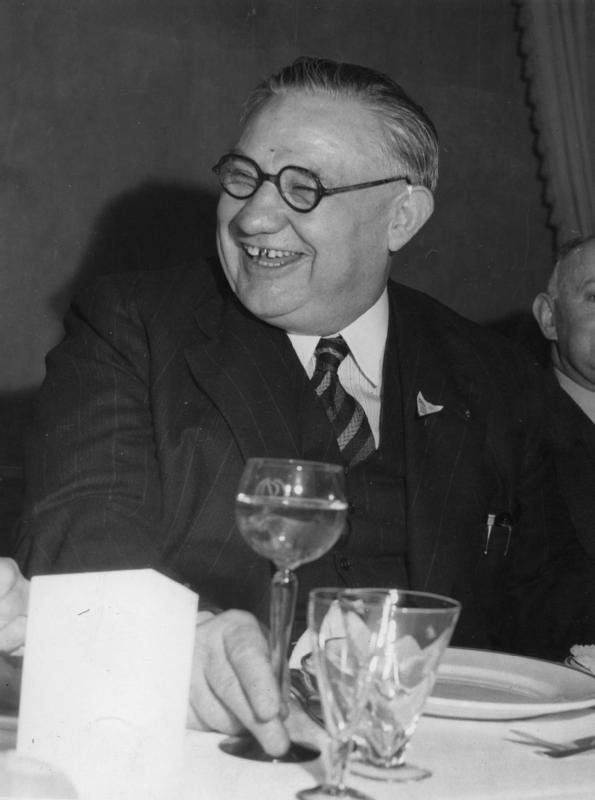
Ernest Bevin, minister spraw zagranicznych, lord tajnej pieczęci

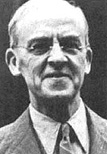
Stafford Cripps, kanclerz skarbu

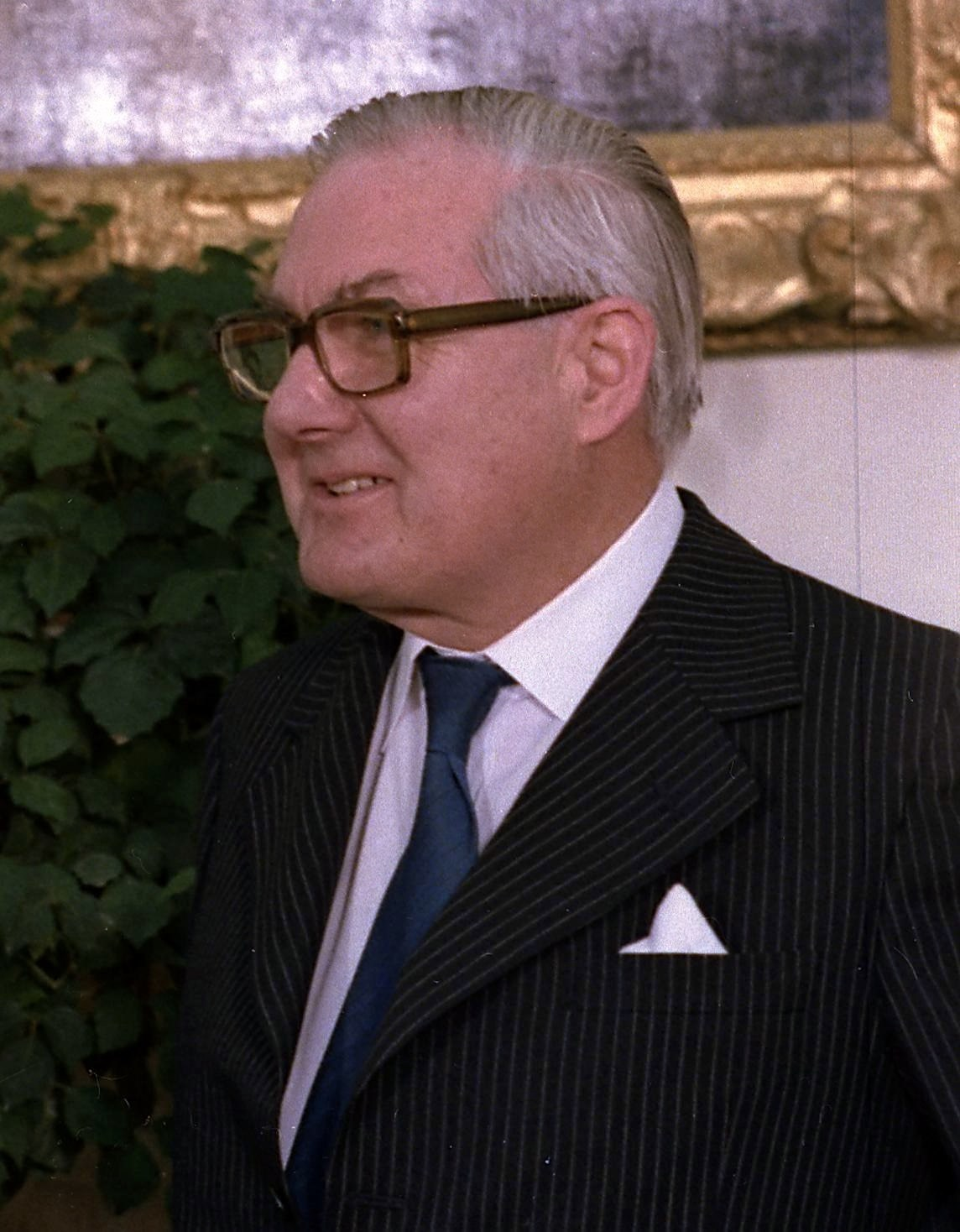
James Callaghan, parlamentarny i finansowy sekretarz przy Admiralicji

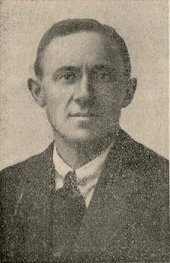
Manny Shinwell, minister obrony

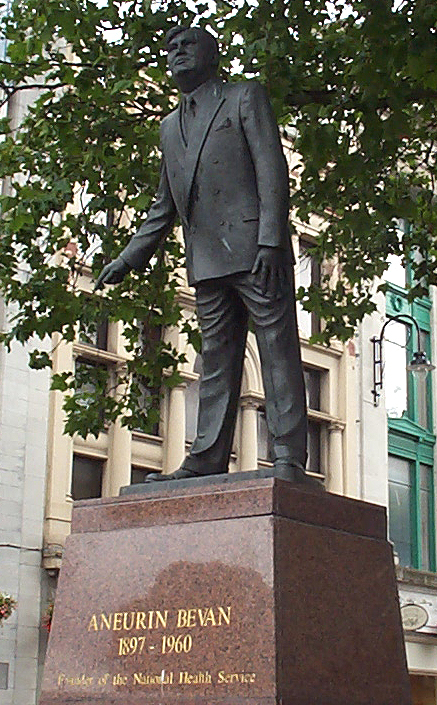
Aneurin Bevan, minister zdrowia, minister pracy i służby narodowej

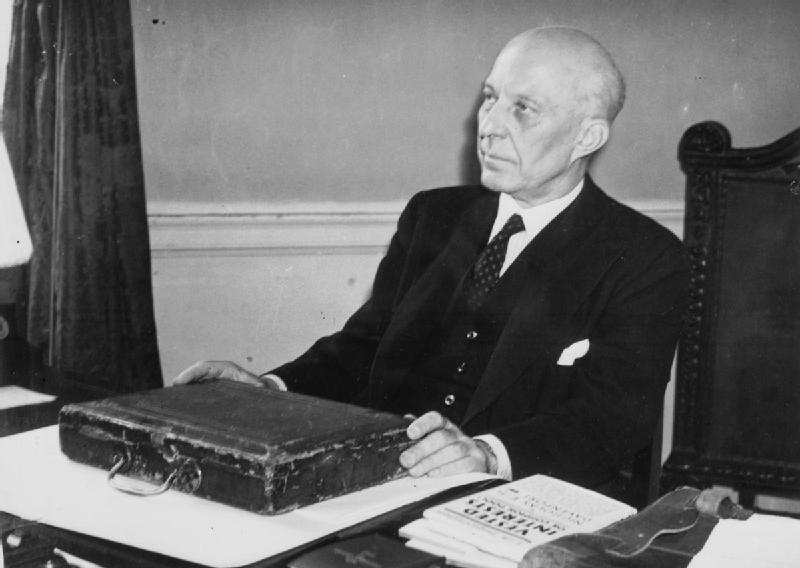
Hugh Dalton, minister miast i planowania wsi

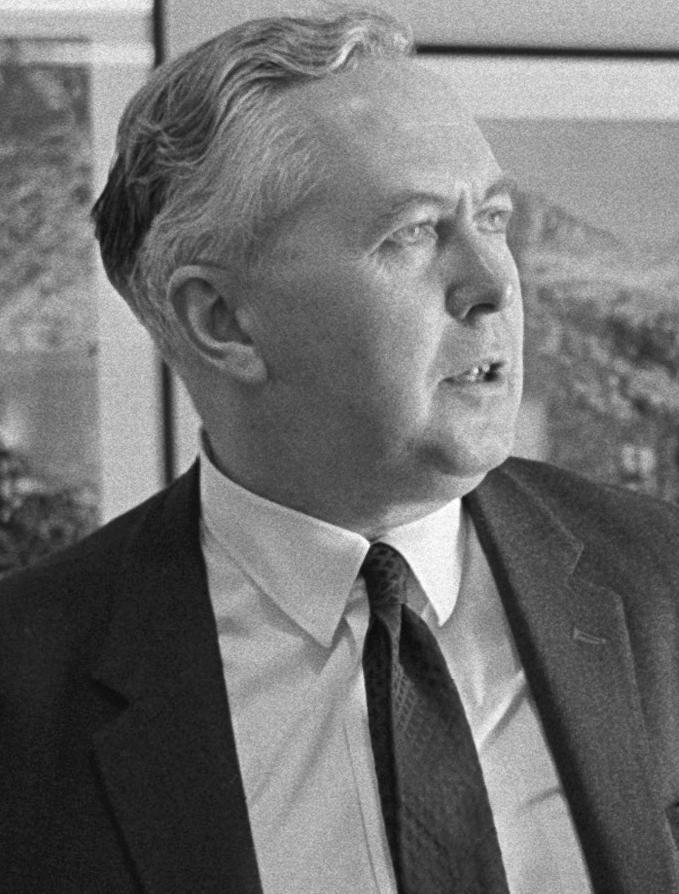
Harold Wilson, przewodniczący Zarządu Handlu

Drugi rząd Partii Pracy pod przewodnictwem Clementa Attleego powstał po wyborach w lutym 1950 r. i przetrwał do kolejnych wyborów 26 października 1951 r.
Członków ścisłego gabinetu wyróżniono tłustym drukiem.

## Skład rządu
| Urząd                                                             | Imię i nazwisko | Kadencja                           |
| ----------------------------------------------------------------- | --- | ---------------------------------- |
| Premier Pierwszy lord skarbu                                      | Clement Attlee | 1950–1951                          |
|                                                                   | |                                    |
| Lord kanclerz                                                     | William Jowitt, 1. hrabia Jowitt | 1950–1951                          |
| Lord przewodniczący Rady                                          | Herbert Morrison Christopher Addison, 1. wicehrabia Addison | 1950–1951 1951                     |
| Lord tajnej pieczęci                                              | Christopher Addison, 1. wicehrabia Addison Ernest Bevin Richard Stokes                                                                                                 | 1950–1951                          |
| Kanclerz skarbu                                                   | Stafford Cripps Hugh Gaitskell | 1950 1950–1951                     |
| Minister spraw ekonomicznych                                      | Hugh Gaitskell | 1950                               |
| Parlamentarny sekretarz skarbu                                    | William Whiteley | 1950–1951                          |
| Finansowy sekretarz skarbu                                        | Douglas Jay | 1950–1951                          |
| Ekonomiczny sekretarz skarbu                                      | John Edwards | 1950–1951                          |
| Lordowie skarbu                                                   | Robert John Taylor William Hannan Richard Adams William Wilkins Herbert Bowden Charles Royle                                                                           | 1950–1951 1950 1950–1951           |
| Minister spraw zagranicznych                                      | Ernest Bevin Herbert Morrison | 1950–1951 1951                     |
| Minister stanu w ministerstwie spraw zagranicznych                | Kenneth Younger | 1950–1951                          |
| Podsekretarz stanu w ministerstwie spraw zagranicznych            | William Henderson, 1. baron Henderson Ernest Davies | 1950–1951                          |
| Minister spraw wewnętrznych                                       | James Chuter | 1950–1951                          |
| Podsekretarz stanu w ministerstwie spraw wewnętrznych             | Geoffrey de Freitas | 1950–1951                          |
| Pierwszy lord Admiralicji                                         | George Hall Frank Pakenham, 1. baron Pakenham | 1950–1951 1951                     |
| Parlamentarny i finansowy sekretarz przy Admiralicji              | James Callaghan | 1950–1951                          |
| Cywilny lord Admiralicji                                          | Walter Edwards | 1950–1951                          |
| Minister rolnictwa i rybołówstwa                                  | Tom Williams | 1950–1951                          |
| Parlamentarny sekretarz w ministerstwie rolnictwa i rybołówstwa   | Francis Hastings, 16. hrabia Huntingdon George Brown William Hare, 5. hrabia Listowel Arthur Champion                                                                  | 1950 1950–1951 1951                |
| Minister lotnictwa                                                | Arthur Henderson | 1950–1951                          |
| Podsekretarz stanu w ministerstwie lotnictwa                      | Aidan Crawley | 1950–1951                          |
| Minister lotnictwa cywilnego                                      | Frank Pakenham, 1. baron Pakenham David Rees-Williams, 1. baron Ogmore                                                                                                 | 1950–1951 1951                     |
| Podsekretarz stanu w ministerstwie lotnictwa cywilnego            | Frank Beswick | 1950–1951                          |
| Minister ds. kolonii                                              | Jim Griffiths | 1950–1951                          |
| Minister stanu w ministerstwie ds. kolonii                        | John Dugdale | 1950–1951                          |
| Podsekretarz stanu w ministerstwie ds. kolonii                    | Thomas Fotheringham Cook | 1950–1951                          |
| Minister ds. Wspólnoty Narodów                                    | Patrick Gordon Walker | 1950–1951                          |
| Podsekretarz stanu w ministerstwie ds. Wspólnoty Narodów          | Angus Holden, 3. baron Holden David Rees-Williams, 1. baron Ogmore George Bingham, 6. hrabia Lucan                                                                     | 1950 1950–1951 1951                |
| Minister obrony                                                   | Manny Shinwell | 1950–1951                          |
| Minister edukacji                                                 | George Tomlinson | 1950–1951                          |
| Parlamentarny sekretarz w ministerstwie edukacji                  | David Hardman | 1950–1951                          |
| Minister żywności                                                 | Maurice Webb | 1950–1951                          |
| Parlamentarny sekretarz w ministerstwie żywności                  | Stanley Evans Frederick Willey | 1950 1950–1951                     |
| Minister paliwa i energetyki                                      | Philip Noel-Baker | 1950–1951                          |
| Parlamentarny sekretarz w ministerstwie paliwa i energetyki       | Alfred Robens Harold Neal | 1950–1951 1951                     |
| Minister zdrowia                                                  | Aneurin Bevan Hilary Marquand | 1950–1951 1951                     |
| Parlamentarny sekretarz w ministerstwie zdrowia                   | Arthur Blenkinsop | 1950–1951                          |
| Minister pracy i służby narodowej                                 | George Isaacs Aneurin Bevan Alfred Robens | 1950–1951 1951                     |
| Parlamentarny sekretarz w ministerstwie pracy                     | Frederick Lee | 1950–1951                          |
| Kanclerz Księstwa Lancaster                                       | Albert Alexander, 1. wicehrabia Alexander of Hillsborough | 1950–1951                          |
| Minister zabezpieczenia socjalnego                                | Edith Summerskill | 1950–1951                          |
| Parlamentarny sekretarz w ministerstwie zabezpieczenia socjalnego | Bernard Taylor | 1950–1951                          |
| Paymaster-General                                                 | Gordon Macdonald, 1. baron Macdonald of Gwaenysgor | 1950–1951                          |
| Minister emerytur                                                 | Hilary Marquand George Isaacs | 1950–1951                          |
| Parlamentarny sekretarz w ministerstwie emerytur                  | Charles Simmons | 1950–1951                          |
| Poczmistrz generalny                                              | Ness Edwards | 1950–1951                          |
| Asystent poczmistrza generalnego                                  | Charles Hobson | 1950–1951                          |
| Minister ds. Szkocji                                              | Hector McNeil | 1950–1951                          |
| Podsekretarz stanu w ministerstwie ds. Szkocji                    | Tom Fraser John James Robertson Margaret Herbison | 1950–1951                          |
| Minister zaopatrzenia                                             | George Strauss | 1950–1951                          |
| Parlamentarny sekretarz w ministerstwie zaopatrzenia              | John Freeman Jack Jones Michael Stewart | 1950–1951 1950 1951                |
| Minister miast i planowania wsi                                   | Hugh Dalton | 1950–1951                          |
| Parlamentarny sekretarz w ministerstwie miast i planowania wsi    | George Lindgren | 1950–1951                          |
| Przewodniczący Zarządu Handlu                                     | Harold Wilson Hartley Shawcross | 1950–1951 1951                     |
| Parlamentarny sekretarz przy Zarządzie Handlu                     | Hervey Rhodes | 1950–1951                          |
| Sekretarz handlu zamorskiego                                      | Arthur Bottomley | 1950–1951                          |
| Minister transportu                                               | Alfred Barnes | 1950–1951                          |
| Parlamentarny sekretarz w ministerstwie transportu                | George Lucas, 1. baron Lucas of Chilworth | 1950–1951                          |
| Minister wojny                                                    | John Strachey | 1950–1951                          |
| Podsekretarz stanu i finansowy sekretarz w ministerstwie wojny    | Michael Stewart Woodrow Wyatt | 1950–1951 1951                     |
| Minister robót                                                    | Richard Stokes George Brown | 1950–1951 1951                     |
| Parlamentarny sekretarz w ministerstwie robót                     | Robert Morrison, 1. baron Morrison | 1950–1951                          |
| Prokurator generalny                                              | Hartley Shawcross Frank Soskice | 1950–1951 1951                     |
| Radca generalny Anglii i Walii                                    | Frank Soskice Lynn Ungoed-Thomas | 1950–1951 1951                     |
| Lord adwokat                                                      | John Wheatley | 1950–1951                          |
| Solicitor General dla Szkocji                                     | Douglas Johnston | 1950–1951                          |
| Skarbnik Dworu Królewskiego                                       | Arthur Pearson | 1950–1951                          |
| Kontroler Dworu Królewskiego                                      | Frank Collindridge | 1950–1951                          |
| Wiceszambelan Dworu Królewskiego                                  | Ernest Popplewell | 1950–1951                          |
| Kapitan Gentelmen-at-Arms                                         | George Shepherd, 1. baron Shepherd | 1950–1951                          |
| Kapitan Ochotników Gwardii                                        | George Bingham, 6. hrabia Lucas George Archibald, 1. baron Archibald                                                                                                   | 1950–1951 1951                     |
| Lord-in-waiting                                                   | Robert Chorley, 1. baron Chorley Fred Kershaw, 1. baron Kershaw John Davies, 1. baron Darwen Thomas Burden, 1. baron Burden Leslie Harden-Guest, 1. baron Harden-Guest | 1950 1950–1951 1950 1950–1951 1951 |